# كاشيباي
كاشيباي، (بالإنجليزية: Kashibai)‏، هيّ أميرة هندية مراثية (ملحوظة 1)، كانت الزوجة الأولى للبيشوا باجي راو حاكم إمبراطورية ماراثا.

## سيرتها

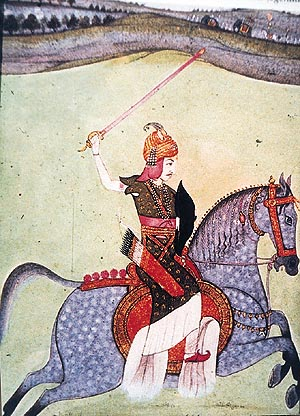
تصوير لِباجي راو.

لا يُعرف متى وُلِدت ومتى ماتت ولكن المؤكد أنّ ذلك كان في القرن الثامن عشر الميلادي. وفي الحقيقة اسمها هو كاشي فقط وكلمة باي المقرونة بإسمها هيّ مُجرد لقب من اللغة المراثية معناه السيدة وعادةً ما يُضاف إلى أسماء نِساء الطبقة الراقية في الهند القديمة.
تزوجها باجي راو زواجاً تقليدياً في عام 1719 وقد قيل إنها ابنة رئيس كهنة الهندوس في امبراطورية ماراثا وأنّ باجي راو تزوجها من أجل أن يثق به الهندوس وخصوصاً الكهنة والمُتدينون.
بعد عام من الزواج وهو عام 1720 حملت كاشيباي وأنجبت طفلاً وهو بلاجي باجي راو الذي أصبح الحاكم على امبراطورية ماراثا بعد موت والده في عام 1740.
وفي عام 1734 أنجبت ابنها الثاني مِن باجي راو وهو راغوناث راو الذي أصبح الحاكم على امبراطورية ماراثا في عام 1773 ولكنه سُرعان ما تخلى عن الحُكم في عام 1774.
عام 1727 كان باجي راو في إحدى حملاته العسكرية وكان ماراً بالصدفة من مدينة بوندلخاند التي كانت تتعرض للحصار فطلب ملك هذه المدينة المُساعدة منه وعندما ساعد هذا الملك كافأه بأن أعطاه ثلث مملكته وزوجه ابنته الحسناء ماستاني المُسلمة، عندما تزوج باجي راو من ماستاني أصبح يُهمل كاشيباي وقد حدثت مشاكل كثيرة على مدى 14 عاماً من زواج باجي راو من ماستاني من أسبابها أنّ ماستاني مُسلمة وباجي راو هندوسي وحدث معها الكثير من المؤامرات التي كادها ابنه من كاشيباي بلاجي باجي راو من أجل تفريق باجي راو وماستاني وانتهى كُل هذا بِسجن ماستاني عِندما لم يُكن باجي راو في المملكة وأثناء عودة باجي راو من أجل إنقاذ ماستاني أُصيب بمرض مُفاجئ مات بسببه ولحقت به ماستاني إلى الموت حزناً عليه مُباشرة بعد ذلك. أثناء كُلِ هذا كان باجي راو يحمل حُباً في قلبه لِزوجته كاشيباي وكان يحترمها كثيراً ويُقدر تضحيتها بشكلٍ كبير وكان يُحاول دائماً جعلها لا تشعر وكأنها في المرتبة الثانية أمام ماستاني ولكنه شيئاً فشيئاً هجرها وتركها حتى أصبح زوجها إسمياً فقط بينما ظلت كاشيباي زوجةً مُحِبة ومُخلصة ووفية له وبقيت بعد كل ما فعله تُكرس حياتها له حتى مات ولم يكُن لديها أيّ حقدٍ تجاه ماستاني على العكس كانت في فترة من فترات حياتها بمثابة صديقة لها ولكن الظروف هيّ من ساهمت في ظهور بعض الخلافات بينها وبين ماستاني مما أدى إلى ابتعادهما عن بعضهما كثيراً، لدرجة أن باجي راو لم يستطع أن يجمع بينهما ثانيةً، بعد موت باجي راو وماستاني قامت كاشيباي بتربية أبناؤها وأبناء ماستاني من باجي راو وأصبحت كأمٌ لهم.

## كاشيباي في التلفزيون والسينما
- عام 2015 سيتم إصدار فيلم تاريخي من النوع الرومانسي الدرامي بعنوان باجيراو ماستاني من إخراج المُخرج القدير سانجاي ليلا بهنسالي الذي قام بإخراج فيلم ديفداس الذي كان من بطولة آيشواريا راي وشاروخ خان، وفيلم مسرحية من الرصاص: رام-ليلا وفيلم هم ديل دي تشوك سانام الذي كان من بطولة آيشواريا راي وسلمان خان وأجاي ديفجان، سيكون هذا الفيلم من بطولة رانفير سينغ بدور باجي راو، وديبيكا بادكون بدور ماستاني الزوجة الثانية المسلمة، وبريانكا تشوبرا بدور كاشيباي الزوجة الأولى الهندوسية.[2]

## مُلاحظات
- ملحوظة 1: المراثيون هُم مجموعة عرقية هندية تعيش في ماهاراشترا الواقعة غرب الهند، لغتهم هيّ المراثية ويعود تاريخهم إلى أكثر من ألفي سنة تقريبًا، لهم ثقافة ومطبخ وموسيقى ورقص وملابس وعادات وتقاليد ولُغة وأعياد ومهرجانات وفنون خاصة بهم ويُعتبرون من أكبر عرقيات الهند مثلهم مثل التاميليون والغجراتيون والبنجابيون، قام الإمبراطور شيفاجي بجمعهم عام 1674 تحت قيادته وأسس لهم إمبراطورية عُظمى هيّ امبراطورية ماراثا، عندما احتل الإنجليز الهند اشتهر المراثيون بمقاومتهم ومحاربتهم حيثُ جمعت بينهم الكثير من المعارك على مدى 150 سنة، يلغب على المراثيون الديانة الهندوسية وهناك قليل منهم يتبعون الإسلام، خرج منهم الكثير من المشاهير مثل توكارام وباجي راو الأول ومادهوري ديكسيت وشيفاجي ونانا بيتكار وفيكرام بانديت وتندولكر وبال جانجادهار تيلاك وآنا هازار ولاتا مانغيشكار.